# 對話框 (漫畫)

四个最常见的语音气球，从上到下分别是：说话、耳语、想法、尖叫。

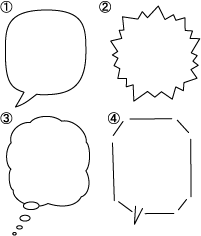
常见例子

说话气球（英語：Speech balloons）又称说话气泡（speech bubbles）、对话气球（dialogue balloons）、文字气球（word balloons）和對話框，是漫画书、漫画和卡通中最常用的图形常规，主要是为了表现漫画中登场人物的台词，让文字（以及更少的图片）代表漫画中某个角色的说话或想法。通常，在表示思想的气球和表示大声说话的气球之间有一个正式的区别；传达思想的气球通常被称为思想气泡（thought bubble）或会话云（conversation cloud）。

## 歷史

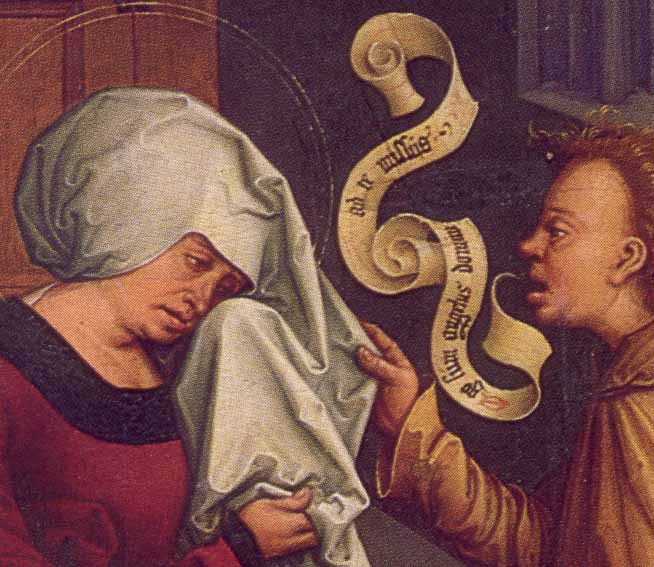
在 20 世纪之前，演讲是用带子、旗帜、卷轴或纸来描绘的。

早在西元六世紀至九世紀的中美洲藝術作品中，就可以看見類似對話框的「對話軸」，這是一種用長條型圖案來表示說話的藝術型式。而在西方藝術中，這種手法在十六世紀普遍被使用，也可以在美國獨立戰爭期間的一些政治漫畫中看到。後來、隨著漫畫的發展，在二十世紀之後對話框的形式越來越統一，但在不同文化下(如美國和日本)的對話框仍然有很大的差別。
早期的美國或歐洲漫畫很少使用對話框，在畫面中通常沒有文字，並將對話或文字放到漫畫之下、類似註腳的形式，盡可能不佔用畫面。
而日本漫畫的對話框通常是由線條畫成的橢圓形或矩形，帶有一個突起的尖角，漫畫的台詞、對白以及各種由角色發出來的聲音會被放在這裡，突起的尖角會指向那個發出聲音的人或物，以表示那是由他發出的聲音。
許多漫畫家的對話框都有自己獨特的風格，以下敘述通俗的對話框用法：
- 聲音越大聲、對話框就越大，文字也會越大，反之則越小。有些文字甚至可以突破邊框
- 角色的內心話不會有突起尖角，而是改用由小至大的橢圓形，或不使用對話框，直接寫在畫面空白處
- 在表示驚嘆時，對話框的邊緣會是鋸齒狀，表示緊張時，對話框的邊緣是波浪型。

Windows 2000開始，對話框元素也出現於系統狀態列的通知訊息，以及對話盒的詢問圖示。
2021年7月23日，2020東京奧運開幕典禮的各國運動員進場時，寫有代表團名的牌子也以漫畫對話框做為裝飾，以突顯日本漫畫文化。

## 關聯條目
- 漫畫